# Équipe du Japon féminine de basket-ball
Cet article traite de l'équipe féminine. Pour l'équipe masculine, voir Équipe du Japon masculine de basket-ball.
Maillots
L’équipe du Japon féminine de basket-ball, également connue sous le nom d'Akatsuki Japon (japonais : アカツキジャパン), est l'équipe nationale qui représente le Japon dans les compétitions internationales de basket-ball. Elle est placée sous l’égide de la Fédération du Japon de basket-ball.
Aux Jeux olympiques d'été de 2020, le Japon a remporté la médaille d'argent, la première médaille olympique de basket-ball du pays (hommes et femmes) et est devenue la première équipe asiatique à atteindre le podium en basket-ball féminin depuis la Chine en 1992. Depuis 2019, le Japon est champion en titre de la région Asie-Océanie.

## Histoire

### Les premiers pas (1964-1990)
La première fois que le basket-ball féminin japonais a participé à un tournoi de classe mondiale, c'était aux Championnats du monde de 1964, lorsque Mitsubishi Electric Koalas y participait en tant qu'équipe unique. Elles ont participé au Championnat du monde en 1967, elles ont fini à la cinquième place et Asako Yokoyama a été sélectionnée parmi les 5 meilleures joueuses du tournoi.
L’âge d’or, ce sont les années 1970. Sous la direction de Masatoshi Ozaki, le manager de Nippon Hirano, il a utilisé sa «Défense Ninja» et son «Attaque Mach» comme armes pour affronter des adversaires de grande taille, remportant les neuf matches qui leur ont permis de remportée pour la première fois le Championnats d'Asie de 1970 à Kuala Lumpur. En 1974 à Téhéran, elle remporte la médaille d'or aux Jeux asiatiques. Lors du Championnat du monde de 1975 organisé en Colombie, l'équipe a battu les États-Unis et ont terminer à la deuxième place et Keiko Namai a remporté la double couronne de MVP et de meilleure marqueuse,. Elles ont également participé aux Jeux olympiques de Montréal de 1976, lorsque le basket-ball féminin a été introduit pour la première fois et ont terminé cinquième sur six pays. Elles ont gagné contre les États-Unis et le Canada.
L'entraîneur Ozaki a démissionné après les Jeux olympiques de Montréal. Lors du Championnat du monde de 1979, Ozaki est revenu dans l'équipe en tant qu'entraîneur et bien qu'elles se soient qualifiés pour le tour final, elles ont terminé à la 6e place. Aux Jeux olympiques de Moscou de 1980, elle a participé au tour de qualification mondial, mais Mieko Fukui qui devait être la pilière de l'équipe, a quitté l'équipe avant les Jeux en raison de l'aggravation d'une maladie chronique et a suivi un traitement médical (décédée en novembre de la même année). La situation qui a conduit au boycott de l’équipe a également été éclipsée par la défaite. Depuis lors, ses résultats n'ont cessé de baisser, l'équipe ne s'est pas qualifiée aux Jeux olympiques et son classement dans les compétitions internationales telles que les Championnats du monde à également chuté. Aux Championnats d'Asie, elle est restée dans le top 3 pendant un certain temps, mais aux Championnats d'Asie de 1986, elles ont terminé 4es.

### Ère Bunichi Nakagawa (1990-2000)
En 1990, Bunichi Nakagawa, qui avait fait ses preuves chez Chanson V-Magic, a été nommé entraîneur-chef. Grâce aux médailles d'argent successives de la Chine aux Jeux olympiques de Barcelone de 1992 et aux Championnats du monde de 1994, les Jeux olympiques d'Atlanta ont été étendus à l'Asie, le Japon faisant ainsi sa première apparition olympique depuis 20 ans. Dans ce tournoi, ils ont gagné contre la Chine et le Canada dans le tour préliminaire, et bien qu'ils aient perdu en quarts de finale, ils ont joué une bataille serrée contre les États-Unis 93-108 et ont battu l'Italie dans le match décisif pour terminer à la 7e place. Aux Championnats du monde de 1998, elles sont classées 9es ; leur meilleur classement en Asie et son premier classement à un chiffre depuis les Jeux de 1979. Elles ont également remporté une deuxième médaille d'or aux Jeux asiatiques de Bangkok.
En 1999, Mikiko Hagiwara, qui dirigeait l'équipe jusqu'alors, a pris sa retraite et lors des Championnats d'Asie de la même année, l'équipe a perdu 65-68 contre la Corée du Sud en finale et ne s'est pas qualifiée pour les Jeux olympiques de Sydney.

### Ère Norihiko Kitahara et ère Tomohide Utsumi
En 2000, Norihiko Kitahara, qui dirigeait alors l'équipe Daiichi Kangyo Bank DKB Hearties, a été nommé séléctioneur. Aux Championnats du monde 2002, l'équipe du Japon termine 13e.

### Ère moderne et les succès récents

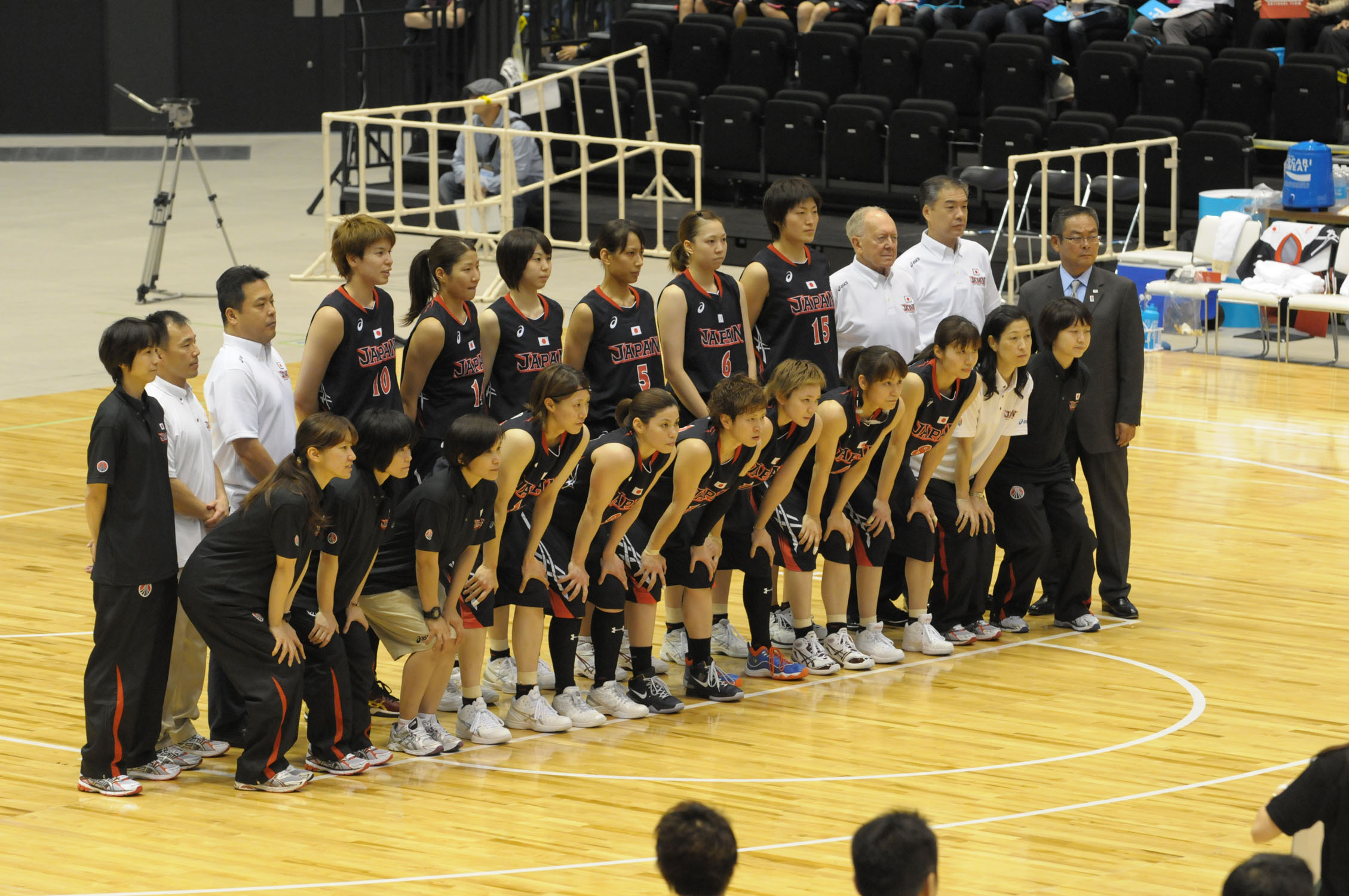
L'équipe nationale en 2013

Le début du XXIe siècle a été marqué par des performances solides au niveau asiatique. L'équipe japonaise a remporté plusieurs médailles aux Championnats d'Asie FIBA entre 2000 et 2010. En 2016, l'équipe se qualifie pour les Jeux Olympiques de Rio. Les Japonaises sont éliminées en quarts de finale par les Américaines 110 à 64, mais malgré une lourde défaite contre la Turquie elles ont inquiété l'Australie en poule, victoire qui leur aurait alors probablement donné la première place et un quart de finale plus aisé. Elles auront impressionné et seront un outsider sérieux de la prochaine olympiade.
En 2021, aux Jeux olympiques de Tokyo, l'équipe féminine japonaise atteint un nouveau sommet en remportant la médaille d'argent, leur meilleure performance olympique à ce jour. Les Japonaises, entraînés par Tom Hovasse, ont excellé dans une victoire de 87 à 71 contre la France en demi-finale avant d'échouer 75 à 90 contre les États-Unis. La Japonaise Rui Machida établit un record olympique avec 18 passes décisives contre la France. En 2022, elles continuent de dominer sur la scène asiatique en remportant le Championnat d'Asie FIBA.

## Résultats

### Palmarès
| Compétitions mondiales                                                     | Compétitions continentales |
| -------------------------------------------------------------------------- | --- |
| - Jeux olympiques - Finaliste en 2020 - Coupe du monde - Finaliste en 1975 | - Coupe d'Asie (6) - Vainqueur en 1970, 2013, 2015, 2017, 2019 et 2021 - Finaliste en 1965, 1968, 1974, 1997, 1999, 2001, 2004, 2023 et 2025 - Troisième en 1976, 1978, 1980, 1982, 1984, 1990, 1992, 1994, 1995, 2007, 2009 et 2011 - Jeux asiatiques (2) - Vainqueur en 1974 et 1998 - Finaliste en 1994 - Troisième en 1978, 1982, 1986, 2006, 2010, 2014, 2018 |

### Parcours en compétitions internationales

#### Jeux olympiques
| Année | Position      |      | Année         | Position |           | Année | Position |
| 1976  | 5e            | 1996 | 7e            | 2016     | 8e        |       |          |
| 1980  | Boycott       | 2000 | Non qualifiée | 2020     | Finaliste |       |          |
| 1984  | Non qualifiée | 2004 | 10e           | 2024     | 12e       |       |          |
| 1988  | Non qualifiée | 2008 | Non qualifiée | 2028     | -         |       |          |
| 1992  | Non qualifiée | 2012 | Non qualifiée | 2032     | -         |       |          |

#### Coupe du monde
| Année | Position      |      | Année         | Position |               | Année | Position |
| 1953  | Non qualifiée | 1979 | 6e            | 2006     | Non qualifiée |       |          |
| 1957  | Non qualifiée | 1983 | 12e           | 2010     | 10e           |       |          |
| 1959  | Non qualifiée | 1986 | Non qualifiée | 2014     | 14e           |       |          |
| 1964  | 9e            | 1990 | 12e           | 2018     | 9e            |       |          |
| 1967  | 5e            | 1994 | 12e           | 2022     | 9e            |       |          |
| 1971  | 5e            | 1998 | 9e            | 2026     | -             |       |          |
| 1975  | Finaliste     | 2002 | 13e           | 2030     | -             |       |          |

#### Coupe d'Asie
| Année | Position      |      | Année     | Position |           | Année | Position |
| 1965  | Finaliste     | 1988 | 4e        | 2009     | Troisième |       |          |
| 1968  | Finaliste     | 1990 | Troisième | 2011     | Troisième |       |          |
| 1970  | Vainqueur     | 1992 | Troisième | 2013     | Vainqueur |       |          |
| 1972  | Non qualifiée | 1994 | Troisième | 2015     | Vainqueur |       |          |
| 1974  | Finaliste     | 1995 | Troisième | 2017     | Vainqueur |       |          |
| 1976  | Troisième     | 1997 | Finaliste | 2019     | Vainqueur |       |          |
| 1978  | Troisième     | 1999 | Finaliste | 2021     | Vainqueur |       |          |
| 1980  | Troisième     | 2001 | Finaliste | 2023     | Finaliste |       |          |
| 1982  | Troisième     | 2004 | Finaliste | 2025     | Finaliste |       |          |
| 1984  | Troisième     | 2005 | 4e        | 2027     | -         |       |          |
| 1986  | 4e            | 2007 | Troisième | 2029     | -         |       |          |